# Ходаренко, Михаил Мефодьевич
Ходаренко Михаил Мефодьевич (род 3 февраля 1935) — советский железнодорожный строитель. Герой Социалистического Труда (1966).

## Биография
Родился в 1935 году в поселке Галинск Мошковского района Новосмбирской области
С 1952 по 1954 годы служил в Советской Армии, с 1954 года работает монтером пути, в 1966 заканчивает техникум. С 1967 по 1996 годы работает монтером пути на перегоне 420—438 Южно-Кузбасской железной дороги. Проживал в селе Сарбала. В 1985 году получил звание Героя социалистического труда.

## Награды
- орден Трудового Красного Знамени
- два ордена Ленина
- Золотая звезда Героя Социалистического Труда.